# Anyphops septentrionalis
Espèce
Anyphops septentrionalis est une espèce d'araignées aranéomorphes de la famille des Selenopidae.

## Distribution
Cette espèce est endémique du Cameroun.

## Publication originale
- Benoit, 1975 : Notules arachnologiques africaines. IV. Revue de Zoologie Africaine, vol. 89, p. 925-933.